# 玛娃花仙螺
玛娃花仙螺（学名：Latiaxis mawae），又名細腰肩棘螺，是新腹足目珊瑚螺科Latiaxis属的一种。主要分布于印度尼西亚、中国大陆、台湾，常栖息在浅海珊瑚礁、岩石底、潮下带。